# Kobaryo
Rei Furuba (古葉 玲, Furuba Rei, Japão, 11 de janeiro de 1993), mais conhecido como Kobaryo (コバリョー, Kobaryo) é um compositor, arranjador e DJ japonês, conhecido por produzir música eletrônica hardcore e de ritmo acelerado. Ele é um dos membros mais recentes do círculo HARDCORE TANO*C e também é um ávido colaborador de selos de propriedade do DJ Myosuke, lançando dois álbuns pela Psycho Filth Records. Ele também possui um selo independente experimental chamado HiTNEX TRAX (anteriormente HITNECK RECORDS).
Embora produza principalmente speedcore, ele também usa vários nomes para produzir música em vários gêneros, como EDM e trance, e também cria ilustrações, vídeos e páginas da web sob o nome de Kouki Madokabe.
Atualmente, ele lança músicas principalmente através do selo de hardcore techno "HARDCORE TANO*C", ao qual ingressou em 2014, e de seu próprio círculo pessoal "HiTNEX TRAX". É também compositor de jogos eletrônicos japoneses. É artista destacado em osu!.

## Discografia

### Álbuns
| Título              | Ano  | Observações                  |
| ------------------- | ---- | ---------------------------- |
| chaotic solutions   | 2014 |                              |
| Candy Speed Pops    | 2015 |                              |
| Open the mind       | 2015 | DJ Myosuke e Noizenicio      |
| SUPER REUNION       | 2016 |                              |
| MIXPEED ACTION      | 2018 |                              |
| 禊萩一丁目          | 2019 | Sob o nome de Toka Hebizuka. |
| SUPER DREAM ZONE    | 2021 |                              |
| SUPER REVOLUTION    | 2022 |                              |
| SUPER KEY GENERATOR | 2023 |                              |

### EP Único
| Título | Ano  | Observações                                                   |
| --- | ---- | ------------------------------------------------------------- |
| Matatabi Sound System - Armchair-Detective                                                                        | 2016 |                                                               |
| Fionaredica | 2016 |                                                               |
| Shinonome I/F & blaxervant - Raise Blade                                                                          | 2017 |                                                               |
| Persian Groovies - Gravity Noize                                                                                  | 2018 |                                                               |
| DJ NECOJITA - SHAMPOO HAT                                                                                         | 2018 |                                                               |
| Srezcat - Nova Nexus                                                                                              | 2018 |                                                               |
| Nyankovsky - Aria X Saga                                                                                          | 2019 |                                                               |
| DJ NECOJITA - Canaria                                                                                             | 2019 |                                                               |
| Matatabi Sound System - Resistance Device                                                                         | 2019 |                                                               |
| Vagina Dentata | 2019 |                                                               |
| Srezcat - Liquid Protocol                                                                                         | 2020 |                                                               |
| Kobaryo & Matatabi Sound System + DJ NECOJITA + Shinonome I/F + blaxervant - Precious Song Dedicated to the Stars | 2021 |                                                               |
| Groovies Persas - Machinate                                                                                       | 2021 |                                                               |
| Nyankovsky - Paraselene                                                                                           | 2021 |                                                               |
| Demise | 2021 |                                                               |
| Windows 10000 | 2021 | Uma faixa criada para comemorar 10.000 assinantes do YouTube. |